# 蘇爾茨巴赫河 (菲爾斯河支流)
48°36′00″N 13°02′07″E / 48.599901°N 13.035373°E
蘇爾茨巴赫河是德國的河流，位於該國東南部，由巴伐利亞負責管轄，屬於菲爾斯河的支流，河道全長30.3公里，流域面積113.9平方公里。